# Hypoxis malaissei
Hypoxis malaissei är en enhjärtbladig växtart som beskrevs av Justyna Wiland. Hypoxis malaissei ingår i släktet Hypoxis och familjen Hypoxidaceae. IUCN kategoriserar arten globalt som otillräckligt studerad. Inga underarter finns listade i Catalogue of Life.